# Fernando II của Bồ Đào Nha
Dom Fernando II (tiếng Đức: Ferdinand II; tiếng Anh: Ferdinand II) (29 tháng 10 năm 1816 – 15 tháng 12 năm 1885) là một Thân vương người Đức của Nhà Sachsen-Coburg và Gotha-Koháry, và là Vua của Bồ Đào Nha theo luật jure uxoris với tư cách là chồng của Nữ vương Maria II, ông giữ quyền này từ khi vợ ông sinh ra đứa con trai đầu lòng của họ vào năm 1837 cho đến khi bà qua đời vào năm 1853.
Để phù hợp với luật pháp Bồ Đào Nha, chỉ sau khi sinh con trai vào năm 1837, ông mới được phong làm vua. Triều đại của Ferdinand kết thúc với cái chết của vợ ông vào năm 1853, nhưng ông làm nhiếp chính cho con trai và người kế vị, Vua Pedro V, cho đến năm 1855.
Ông vẫn giữ phong cách và tước vị của một vị vua ngay cả sau cái chết của Maria II và sự kế vị của các con của họ là Pedro V và sau đó là Luís I, trong khi bản thân Ferdinand là thái thượng hoàng trong các triều đại của họ.

## Cuộc sống đầu đời
Tên đầy đủ của ông là Ferdinand August Franz Anton và được sinh ra ở kinh đô Viên của Đế quốc Áo, ông là con trai cả của Thân vương Ferdinand xứ Sachsen-Coburg-Saalfeld và vợ là Thân vương nữ Maria Antonia Koháry de Csábrág et Szitnya, người thừa kế của Nhà Koháry, một gia đình quý tộc giàu có ở Vương quốc Hungary. Ferdinand lớn lên ở một số nơi: điền trang của gia đình ở Slovakia ngày nay, triều đình của Áo và Đức. Ông là cháu trai của Vua Leopold I của Bỉ, và do đó là anh em họ đời đầu của Leopold II của Bỉ và Hoàng hậu Carlota của Mexico, cũng như Nữ vương Victoria của Vương quốc Anh và chồng là Vương tế Albrecht. Năm 1826, tước hiệu của ông thay đổi từ Thân vương xứ Sachsen-Coburg-Saalfeld thành Thân vương xứ Sachsen-Coburg và Gotha, sau sự tái sắp xếp của các công quốc Sachsen.

## Vua của Bồ Đào Nha
Theo luật Bồ Đào Nha, chồng của một Nữ vương chỉ có thể được phong làm vua sau khi sinh người thừa kế từ cuộc hôn nhân đó; đây là lý do mà người chồng đầu tiên của Maria II là Auguste de Beauharnais, Công tước xứ Leuchtenberg, không bao giờ có được gọi là vua. Sau khi sinh con trai cả và người thừa kế của họ, tương lai là Pedro V của Bồ Đào Nha, Ferdinand được phong làm Vua Bồ Đào Nha và lấy vương hiệu là Fernando II.
Mặc dù Maria là người trị vì theo đúng nghĩa, nhưng cặp đôi hoàng gia đã thành lập một đội hiệu quả trong thời kỳ trị vì chung của họ, với việc Ferdinand trị vì một mình trong thời gian vợ ông mang thai.
Cuối cùng, Maria II qua đời sau khi sinh đứa con thứ 11 của họ, và triều đại của Ferdinand II kết thúc. Tuy nhiên, ông vẫn sẽ nắm quyền nhiếp chính của Bồ Đào Nha từ năm 1853 đến năm 1855, trong thời kỳ con trai ông là Vua Pedro V còn niên thiếu.

## Cuối đời
Ferdinand là một người đàn ông thông minh và có đầu óc nghệ thuật với những tư tưởng hiện đại và tự do. Ông rất giỏi trong việc điêu khắc, làm đồ gốm và vẽ tranh thủy mặc. Ông là chủ tịch của Học viện Khoa học và Nghệ thuật Hoàng gia, Người bảo hộ của Đại học Coimbra và Grand-Master của Rosicrucian.
Năm 1838, ông mua lại tu viện Hieronymite của Đức Mẹ Pena, được xây dựng bởi Vua Manuel I vào năm 1511 trên đỉnh ngọn đồi phía trên Sintra và đã bị bỏ hoang từ năm 1834, khi các dòng tu bị đàn áp ở Vương quốc Bồ Đào Nha. Tu viện bao gồm tu viện và các công trình phụ của nó, nhà nguyện, phòng thánh và tháp chuông, ngày nay tạo thành phần phía Bắc của Cung điện Quốc gia Pena ("Cung điện Cũ").
Ferdinand bắt đầu bằng việc sửa chữa tu viện cũ, theo các nguồn lịch sử thời bấy giờ, ở trong tình trạng tồi tàn. Ông đã tân trang lại toàn bộ tầng trên, thay thế mười bốn xà lim từng được các nhà tu sử dụng bằng những căn phòng có diện tích lớn hơn và bao phủ chúng bằng trần nhà hình vòm mà ngày nay vẫn còn thấy. Năm 1843, nhà vua quyết định mở rộng cung điện bằng cách xây dựng một công trình mới (Cung điện mới) với các phòng thậm chí còn lớn hơn (một trong số đó là Đại lễ đường), kết thúc bằng một tháp tròn bên cạnh nhà bếp mới. Công việc xây dựng được chỉ đạo bởi Nam tước von Eschwege, một công trình kiến trúc hoang dã theo phong cách chiết trung đầy tính biểu tượng có thể được so sánh với Lâu đài Neuschwanstein của Vua Ludwig II của Bayern. Cung điện được xây dựng sao cho có thể nhìn thấy từ bất kỳ điểm nào trong công viên, bao gồm một khu rừng và những khu vườn um tùm với hơn 500 loài cây khác nhau có nguồn gốc từ bốn phương trời. Ferdinand sẽ dành những năm cuối đời trong lâu đài này với người vợ thứ hai, tiếp đón những nghệ sĩ vĩ đại nhất trong thời đại của mình.

## Hôn nhân và hậu duệ
Năm 1836, Ferdinand kết hôn với Nữ vương Maria II của Bồ Đào Nha và trở thành người chồng thứ 2 của bà. Cặp vợ chồng hoàng gia đã sinh ra 11 người con trước khi Maria qua đời vì những biến chứng do sinh nở vào năm 1853. Số phận của Ferdinand là sẽ sống thọ hơn 8 trong số 11 người con của ông. Cuối năm 1861, một đợt dịch tả hoặc sốt thương hàn tấn công hoàng gia và Ferdinand phải hứng chịu bi kịch khi chứng kiến cái chết của ba trong số năm người con trai còn sống của mình.
Cuối đời, Ferdinand kết hôn lần nữa tại Lisbon vào ngày 10 tháng 6 năm 1869 với nữ diễn viên Elisa Hensler (Neuchâtel, 22 tháng 5 năm 1836 – Lisbon, Coração de Jesus, 21 tháng 5 năm 1929) và đây là một cuộc hôn nhân quý tiện kết hôn. Ngay trước khi kết hôn, cô được anh họ của Ferdinand là Ernst II, Công tước xứ Sachsen-Coburg và Gotha, phong tước Gräfin (Nữ bá tước) von Edla. Hai vợ chồng không có con.
| STT | Tên               | Sinh                 | Mất                  | Chú thích |
| --- | ----------------- | -------------------- | -------------------- | --- |
| Bởi Maria II của Bồ Đào Nha (4 tháng 4 năm 1819 – 15 tháng 11 năm 1853; kết hôn ngày 9 tháng 4 năm 1836) |                   |                      |                      | |
| 1 | Pedro V           | 16 tháng 9 năm 1837  | 11 tháng 11 năm 1861 | Nối ngôi mẹ làm Vua Bồ Đào Nha. |
| 2 | Luís I            | 31 tháng 10 năm 1838 | 19 tháng 10 năm 1889 | Kế vị anh trai làm Vua Bồ Đào Nha.                                                                                                  |
| 3 | Infanta Maria     | 4 tháng 10 năm 1840  | 4 tháng 10 năm 1840  | |
| 4 | Infante João      | 16 tháng 3 năm 1842  | 27 tháng 12 năm 1861 | Công tước xứ Beja. Chết vì bệnh tả năm 1861.                                                                                        |
| 5 | Infanta Maria Ana | 21 tháng 8 năm 1843  | 5 tháng 2 năm 1884   | Kết hôn với Vua Georg của Sachsen và là mẹ của Vua Friedrich August III của Sachsen, và là bà của Charles I, Hoàng đế Áo cuối cùng. |
| 6 | Infanta Antónia   | 17 tháng 2 năm 1845  | 27 tháng 12 năm 1913 | Kết hôn Leopold, Thân vương xứ Hohenzollern và là mẹ của Vua Ferdinand I của Romania.                                               |
| 7 | Infante Fernando  | 23 tháng 7 năm 1846  | 6 tháng 11 năm 1861  | Chết vì bệnh tả năm 1861. |
| 8 | Infante Augusto   | 4 tháng 11 năm 1847  | 26 tháng 9 năm 1889  | Công tước Coimbra. |
| 9 | Infante Leopoldo  | 7 tháng 5 năm 1849   | 7 tháng 5 năm 1849   | |
| 10 | Infanta Maria     | 3 tháng 2 năm 1851   | 3 tháng 2 năm 1851   | |
| 11 | Infante Eugénio   | 15 tháng 11 năm 1853 | 15 tháng 11 năm 1853 | |